# 九层乡
九层乡，是中华人民共和国四川省巴中市通江县曾经下辖的一个乡。2020年5月，撤销九层乡，将原九层乡九层社区、兆园山村、袁家庙村、向家寨村、苟家寨村、闫家垭村、冯家坝村所属行政区域划归洪口镇管辖，原九层乡马鞍山村所属行政区域划归沙溪镇管辖。

## 行政区划
九层乡撤销前下辖以下地区：
九层社区、向家寨村、兆园山村、冯家坝村、苟家寨村、马鞍寨村、阎家垭村和袁家庙村。